# Lądowisko Mława-Szpital
Lądowisko Mława-Szpital – lądowisko sanitarne w Mławie, w województwie mazowieckim, położone przy ul. Anny Dobrskiej 1. Przeznaczone jest do wykonywania startów i lądowań śmigłowców sanitarnych i ratowniczych w dzień i w nocy o dopuszczalnej masie startowej do 5700 kg. 
Zarządzającym lądowiskiem jest Samodzielny Publiczny Zakład Opieki Zdrowotnej w Mławie. W roku 2012 zostało wpisane do ewidencji lądowisk Urzędu Lotnictwa Cywilnego pod numerem 127